# Roman Opsitaru
Efrem-Roman Opsitaru (* 11. Juli 1956) ist ein ehemaliger rumänischer Basketballspieler.

## Werdegang
Der 2,10 Meter große Opsitaru spielte in seinem Heimatland bei Steaua Bukarest und wurde Nationalspieler. In der Ausscheidung zur Europameisterschaft 1983 zeigte er teils herausragende Leistungen: Beim 83:66-Sieg über Belgien im Mai 1982 erzielte er 39 Punkte und führte seine Nationalmannschaft wenige Tage später mit 34 Punkten zum 96:88-Erfolg über Schweden. Den Sprung zur EM-Endrunde schaffte er mit Rumänien 1983 aber nicht, dieser gelang 1985. Bei der in der Bundesrepublik Deutschland ausgetragenen EM erzielte er bei sieben Turniereinsätzen im Schnitt 11,9 Punkte je Begegnung, sein Höchstwert waren 21 Punkte gegen Frankreich. Opsitaru schloss die EM ’85 mit Rumänien auf dem zehnten Platz ab.
1988 kehrte Opsitaru von einer Deutschland-Reise nicht in sein Heimatland zurück und beantragte in der BRD politisches Asyl. In der Saison 1991/92 gewann er als Spieler des SV 03 Tübingen den Meistertitel in der Südstaffel der 2. Basketball-Bundesliga. In der nachfolgenden Bundesliga-Saison gehörte er nicht mehr der Tübinger Mannschaft an.
Opsitaru wurde in Tübingen sesshaft, wandte sich ab 1996 dem Golfsport zu und wurde im Golfclub Schloss Kressbach als Golflehrer tätig. Des Weiteren wurde er am Sportinstitut der Eberhard Karls Universität Tübingen Lehrbeauftragter für die Sportart Golf.